# Moltrasio
Moltrasio (Multraas in dialetto comasco, AFI: /mulˈtraːs/) è un comune italiano di 1 512 abitanti della provincia di Como in Lombardia. Il comune è posto sulla sponda occidentale del lago di Como.

## Origini del nome
Vi sono diverse teorie sull'origine del nome, almeno tre, di cui una a sua volta si diversifica.
La prima dice che il nome originale era Monte Larice o Monte dei Larici, poi, essendo stato raso al suolo, divenne Monte Raso, quindi Moltrasio. Sulla causa c'è chi dice sia dovuta ad un incendio, chi invece al seguito di una battaglia coi nemici di Torno.
Una seconda versione parla di luogo dove si ricavava la malta (nel dialetto locale molta).
Infine c'è chi attribuisce il nome al fatto di trovarsi tra i monti.

## Storia
Sul territorio di Moltrasio sono stati fatti alcuni ritrovamenti archeologici: una sepoltura gallica, un'ascia di rame databile a circa 2000-2500 anni fa, un pavimento romano a mosaico e alcuni oggetti.
Da Moltrasio, in epoca romana, passava la via Regina, strada romana che collegava il porto fluviale di Cremona (la moderna Cremona) con Clavenna (Chiavenna) passando da Mediolanum (Milano). Il particolare legame con la strada perdurò anche nel Medioevo: nel 1335 il comune di Moltrasio risulta incaricato della manutenzione del tratto "a cantono dicte domus de Pizo in sursum usque ad pontem de Moltraxio et medietatis ipsius pontis”.
Nel 1058 Moltrasio costituiva già un'entità comunale indipendente.
Nel 1292 il paese acquisì il titolo di borgo e nel 1405 la cittadinanza comasca che comportava per gli abitanti alcuni privilegi.
Nel 1335 Moltrasio risulta già facente parte della pieve di Zezio, in cui risultò inserito per oltre due secoli.
Nel 1522 subì un saccheggio da parte della rivale Torno. Il paese fu duramente colpito dalla peste del 1630.
Nel 1652 Moltrasio non faceva già più far parte della pieve di Zezio, bensì delle cosiddette "Cinque terre unite alla città di Como", entro cui risulta ancora inserito nel 1751, quando il territorio comunale moltrasino si estendeva già ai cassinaggi di Carisciano, Cravolino, Tosnago, Bardolino, Donegano, Borgo, Viginzano, Casarico, Vigniola e Vergonzano.
Nel 1756 il comune di Moltrasio fu inserito nella nuova pieve di Zezio superiore del Territorio civile della città di Como.
Un decreto di riorganizzazione amministrativa del Regno d'Italia napoleonico datato 1807 sancì l'annessione di Urio, decisione che fu abrogata dalla Restaurazione.
Nell'ultima guerra Moltrasio è stata teatro, soprattutto sui suoi monti, della guerra partigiana con la presenza di alcuni gruppi collegati alla brigata Garibaldi. Al termine sempre le sue valli vicine alla Svizzera sono state percorse da decine e decine di uomini che per arrotondare i magri stipendi e per permettere ai figli un futuro migliore, portavano i sacchi con merce di contrabbando. Il fenomeno è terminato quando questa attività è stata dominata da uomini che "giravano con la pistola". Si raccontano ancora alcune fughe molto ardite e pittoresche da parte di spalloni braccati dai finanzieri. Nell'era moderna Moltrasio rimane un luogo dove molte persone continuano a svolgere attività e lavori di cui in altri paesi si è persa la presenza.

### Simboli
Lo stemma comunale è stato concesso con regio decreto del 27 maggio 1929.
Il gonfalone, concesso con D.P.R. del 24 giugno 2003, è un drappo di giallo.
Gli alberi piantati sui tre monti fanno riferimento all'ipotesi che il nome di Moltrasio derivi dal latino Mons laricum, "monte dei larici". Lo smalto d'oro del campo dello scudo allude alla ricchezza e alla fama che gli abitanti seppero raggiungere grazie all'estrazione della pietra di Moltrasio. Le fasce ondate nella parte inferiore rappresentano il lago di Como.
In un primo emblema studiato dall'amministrazione comunale nel 1909, i monti erano smaltati di nero, poiché il nome Moltrasio dovrebbe più probabilmente derivare da mons rasus, col significato di "monte privo di vegetazione" ed il nero è il colore della pietra moltrasina di cui è composta la montagna. Le fasce ondate erano d'argento e di rosso, i colori del capoluogo Como.

## Monumenti e luoghi d'interesse

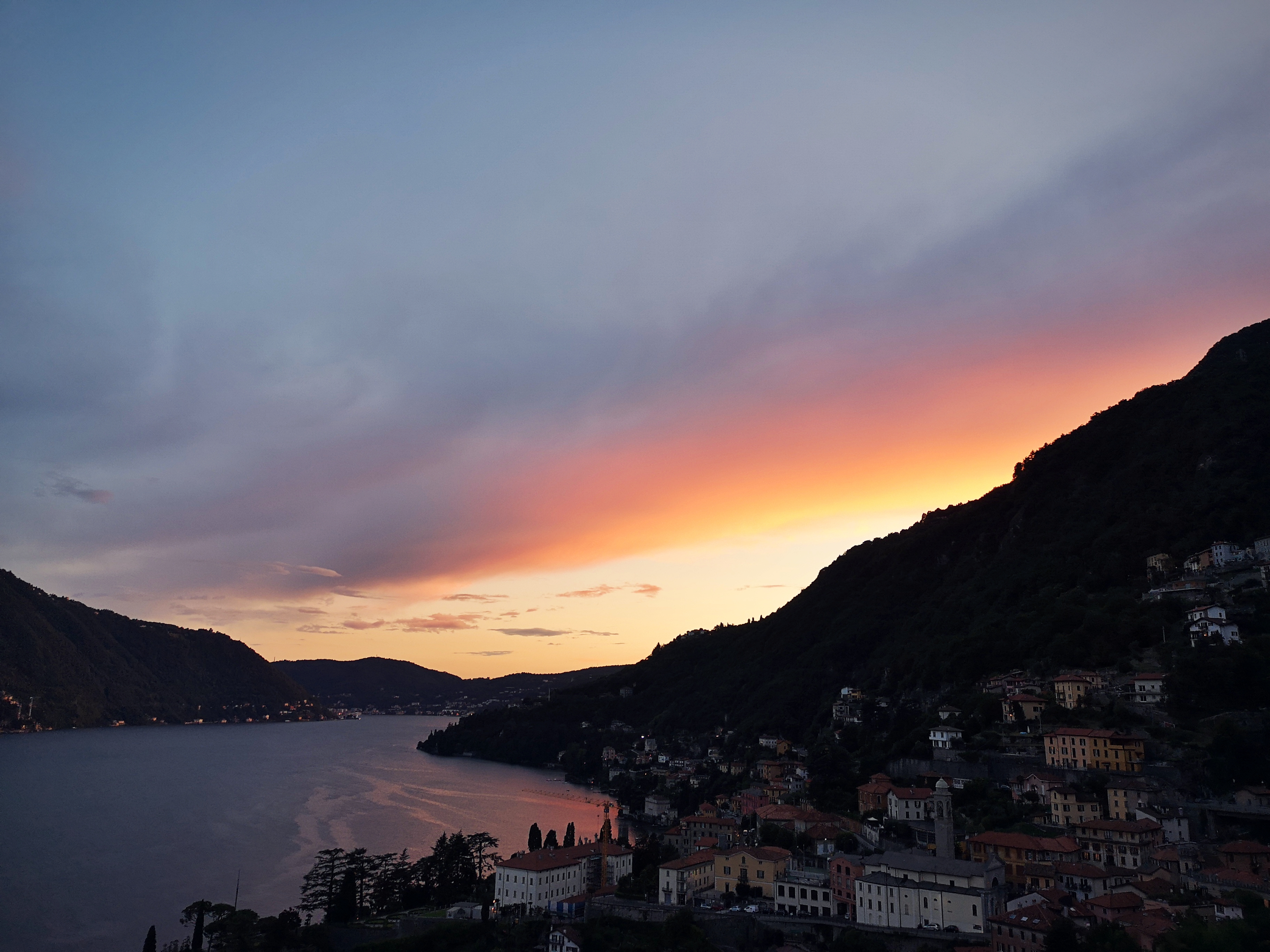
Luci del tramonto su Moltrasio. Ben visibili la parrocchiale e, sulla sinistra, Villa Passalacqua

### Architetture religiose

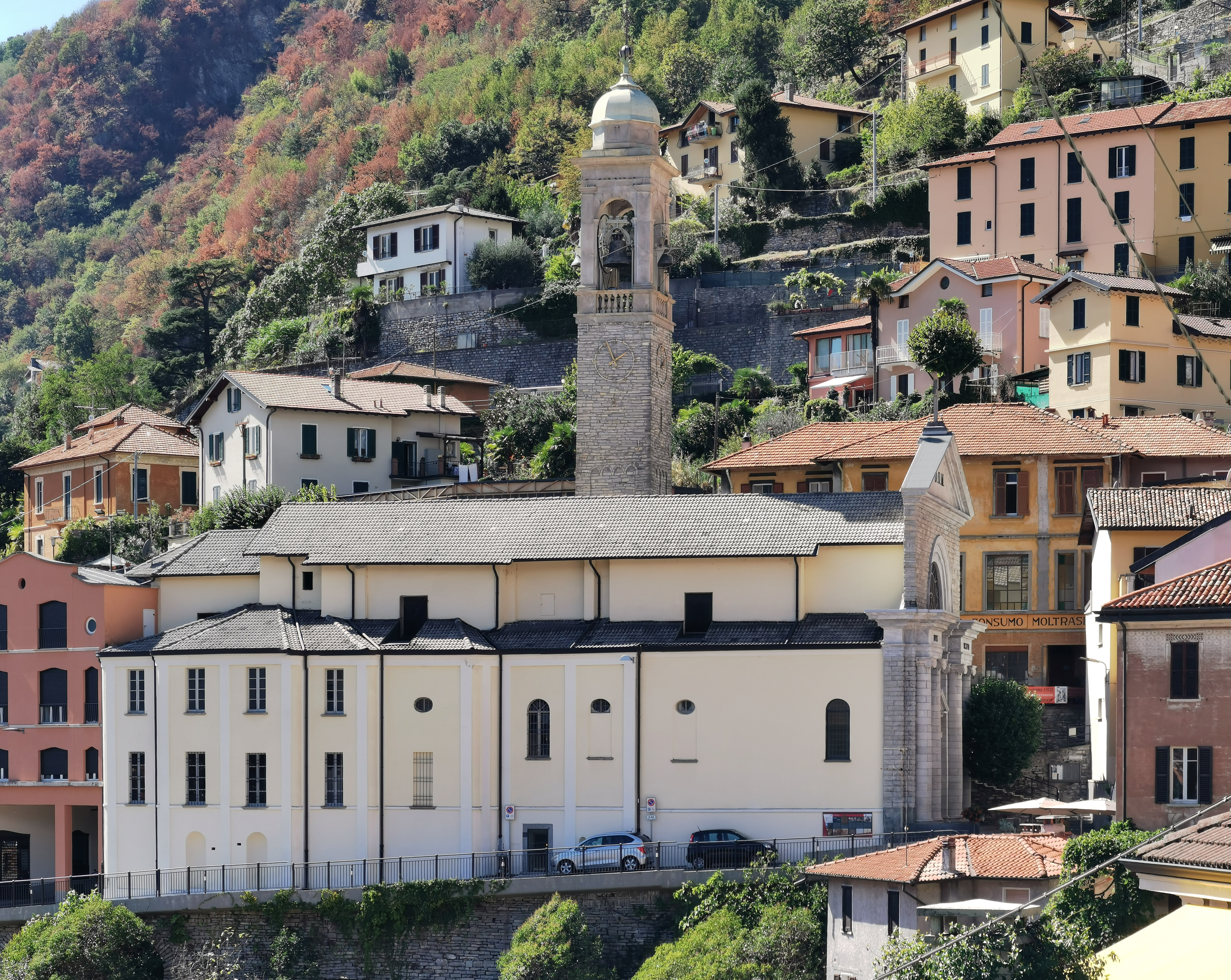
Chiesa di San Martino

#### Chiesa di San Martino
La frazione Borgo ospita la chiesa parrocchiale (XVI secolo), dedicata a San Martino. L'esistenza della chiesa è attestata sin dalla fine del XIII secolo, quando si presentava ancora come un edificio in stile romanico. Elevata al rango di parrocchiale sul finire del XV secolo, la chiesa fu ricostruita in stile rinascimentale. Nel 1853 si provvedette ad aumentare l'altezza del campanile.
Tra le opere d'arte conservate all'interno della chiesa, una Crocifissione primocinquecentesca, un polittico di Luigi Donato (1507), una pala d'altare dipinta dal pittore Alvise (XVI secolo), una serie di dipinti di Giovanni Battista della Rovere, Giovanni Paolo Recchi e Francesco Carpano, e stucchi dell'artista locale Giuseppe Bianchi (XVI secolo).
Nella chiesa si conservano inoltre numerose reliquie. Tra queste svetta un presunto frammento della Santa Corona, detta la Sacra Spina. Donata alla parrocchia nel 1721, questa reliquia è alloggiata in una delle cappelle laterali.
Nella chiesa si festeggia la ricorrenza del santo titolare, il giorno 12 ottobre.

#### Chiesa di Sant'Agata

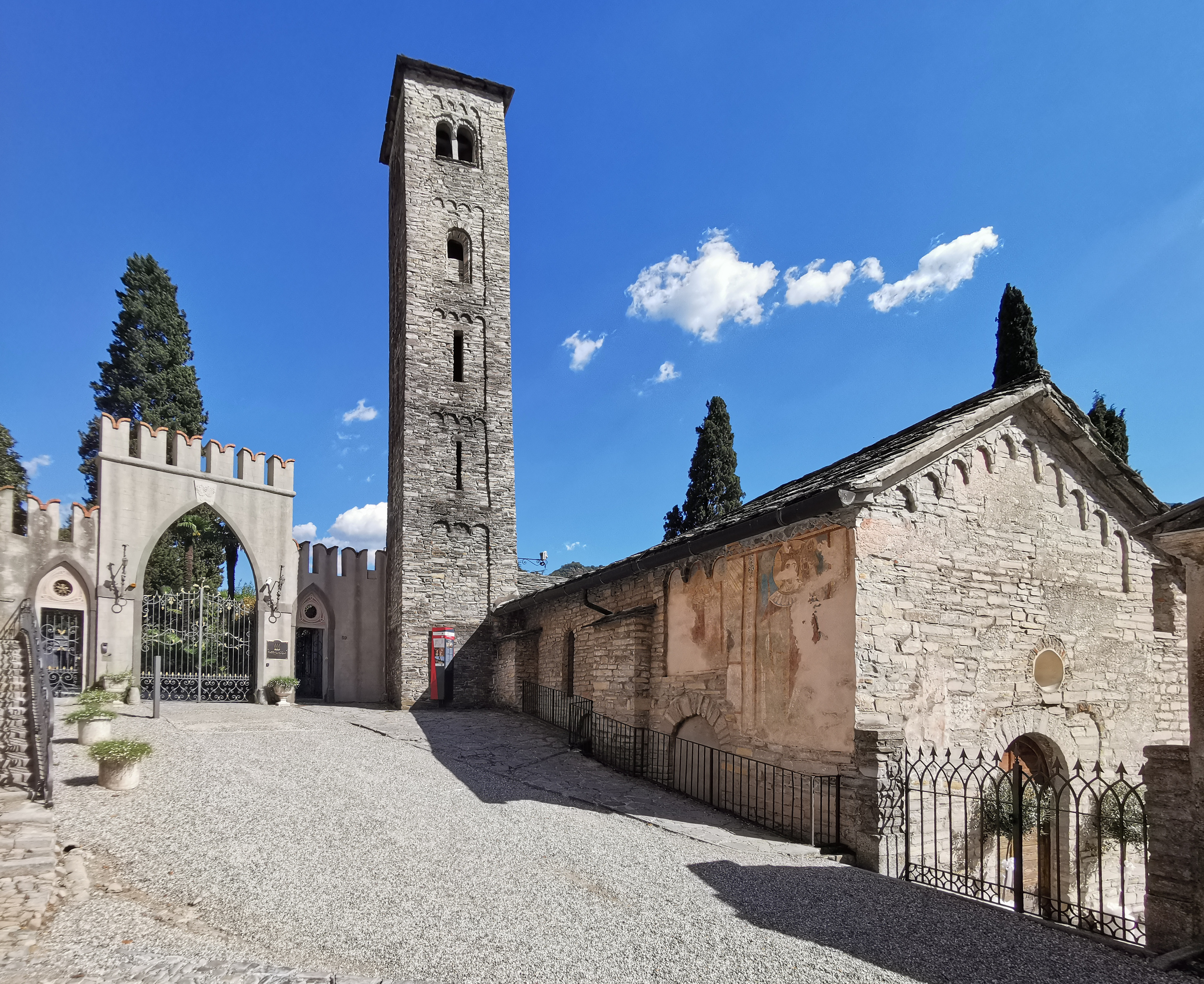
Chiesa di Sant'Agata

La frazione Vignola ospita la chiesa romanica di sant'Agata, che durante le epidemie di peste del XVII secolo funse da lazzaretto. Risalente alla seconda metà del XI secolo, la chiesa è decorata con affreschi, alcuni dei quali recentemente riportati alla luce durante un'operazione di restauro che ha rimosso lo strato di intonaco che li copriva. La parete esterna del lato sinistro ospita una prima coppia di affreschi, raffiguranti rispettivamente un San Cristoforo (XIII secolo) e un Martirio di Sant'Agata. Un secondo ciclo di affreschi, di epoca medievale, è conservato all'interno dell'abside maggiore ove sono raffigurate figure di devoti, tra cui Santa Lucia. Nell'abside minore, un Cristo tra i santi Rocco e Antonio Abate, opera attribuita a Giovanni Andrea De Magistris.

#### Cappella di Villa Lucini Passalacqua
Non lontano dalla chiesa di Sant’Agata si trova la cappella di Villa Lucini Passalacqua, nota anche come "Palazzo di Moltrasio" e inserita in un giardino formale. Realizzata su un progetto di Carlo Felice Soave, la dimora fu frequentata come residenza di villeggiatura da Carlo Porta e, qualche volta, da Vincenzo Bellini.
Delio Tessa, poeta dialettale milanese dell'inizio del Ventesimo Secolo,  andava in ferie d'estate a Moltrasio  .
La cappella della villa ospita una serie di rilievi altomedioevali, un tempo conservati presso la Basilica di Sant'Abbondio a Como.

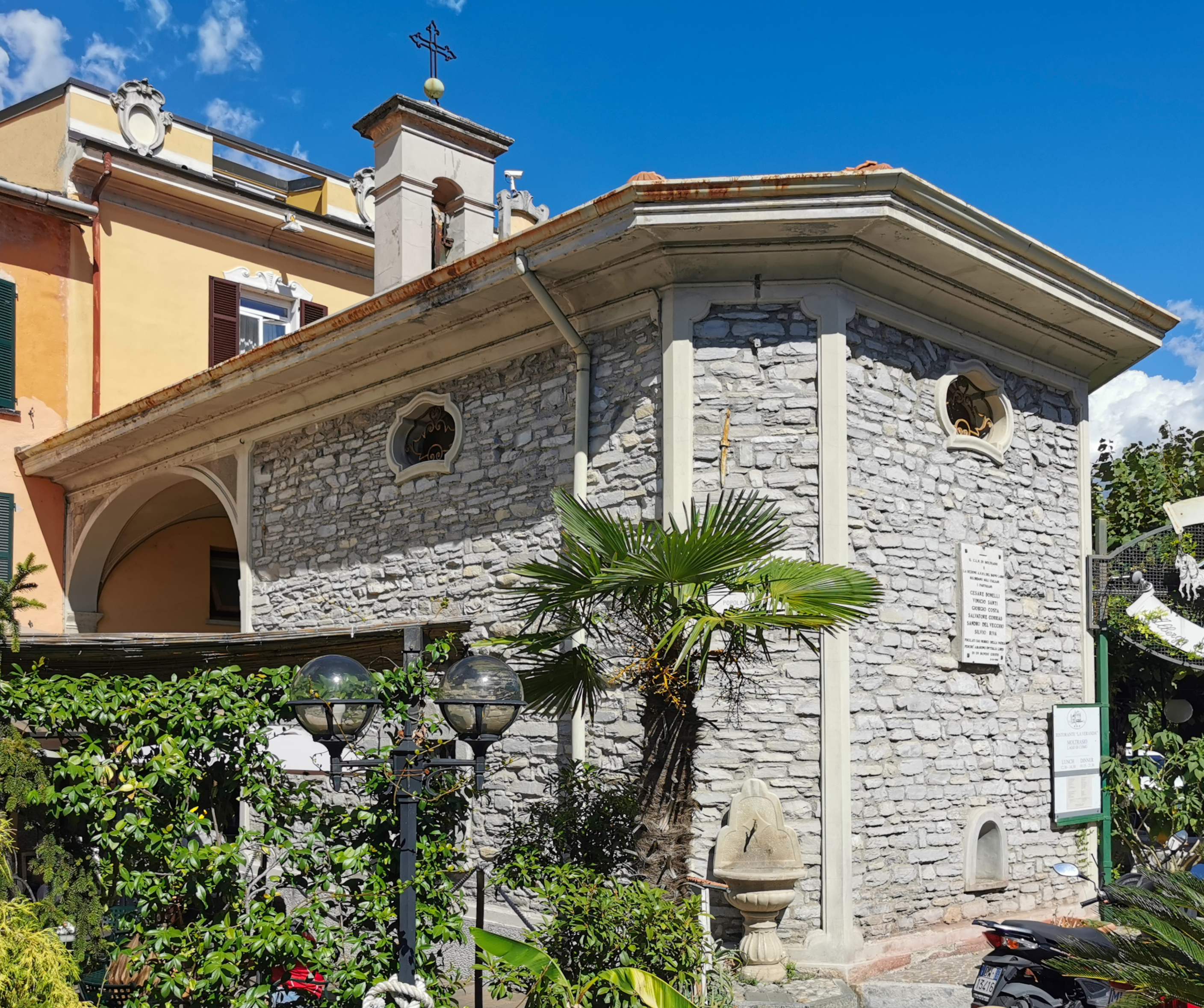
Oratorio di San Rocco

#### Oratorio di San Rocco
In riva al lago c'è l'oratorio dedicato a San Rocco, restaurato nell XVI secolo. Presenta una struttura a navata unica, preceduta da un portico e terminante con un'abside poligonale. Per la festività del santo vi si benedicono le barche.

#### Architetture religiose a Tosnacco

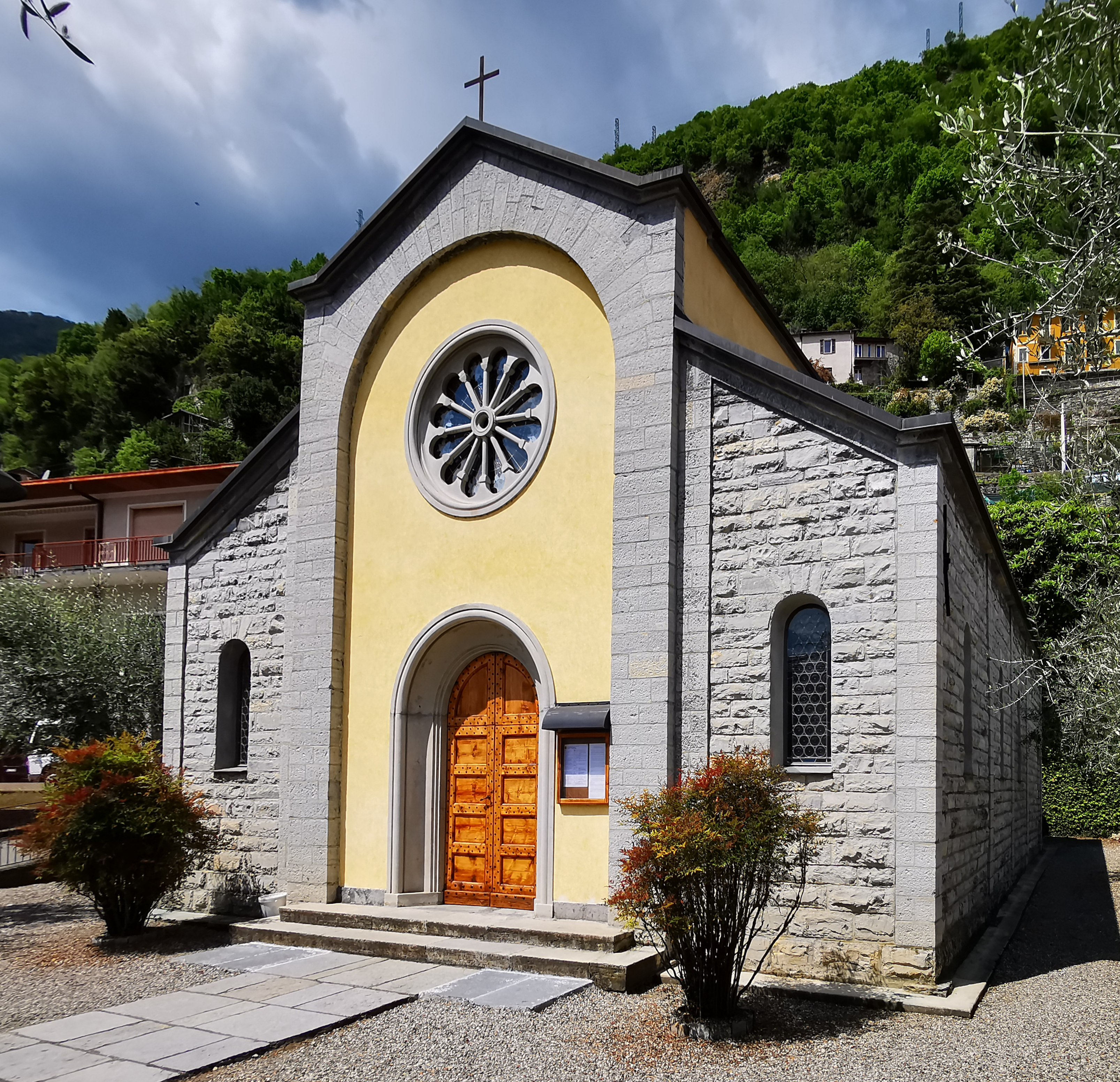
Chiesa Regina Pacis

La frazione di Tosnacco ospita la chiesa dedicata alla Regina Pacis, costruita negli anni 1945-1946.
Nel piazzale davanti alla chiesa di Tosnacco è posto un crocefisso in bronzo, che venne fuso dal pittore e scultore locale Franco Pizzotti, che originariamente lo pose sulla tomba dei genitori, negli anni '60. Quando il crocefisso venne rimosso dal cimitero di Moltrasio, il figlio del pittore, Marino Pizzotti, lo donò alla chiesa di Moltrasio che lo pose ove si trova, a perenne ricordo del padre.

### Architetture civili
- Villa Erker Hocevar,[23] dove visse Giuditta Turina, amante di Vincenzo Bellini[16].
- Villa Fasola,[24] nota anche come Villa delle magnolie, situata nella frazione Vergonzano.[6]
- Villa Fontanelle[25], già proprietà di Gianni Versace[6].
- Villa Le Rose, con relativi giardini.[6]
- Villa Lucini Passalacqua[26]
- Villa Teresa[27]

### Aree naturali
Sopra a Moltrasio si trovano due grotte risalenti al Giurassico inferiore. Si tratta della Madrona, lunga 568 m, e della Zocca 18 m più corta, quest'ultima accessibile tramite una cantina privata.

## Società

### Evoluzione demografica

#### Demografia pre-unitaria
- 1751: 491 abitanti[7]
- 1771: 561 abitanti[8]
- 1798: 635 abitanti[9]
- 1805: 619 abitanti[9]
- 1809: 938 abitanti (dopo l'annessione di Urio)[9]
- 1853: 903 abitanti[29]

#### Demografia post-unitaria
Abitanti censiti

### Istituzioni, enti e associazioni
Nel borgo vi sono associazioni molto attive: Arci, Cooperativa di Consumo, Bocciofila, Lido, Hotel, Ristoranti, Negozi, Sartoria, Sci Club, Cai.

## Cultura
La biblioteca comunale di Moltrasio fu fondata nel 1975.
La biblioteca ha pubblicato sin qui tre numeri dell'annuario "Studi della biblioteca comunale di Moltrasio", che contiene articoli in particolare di storia locale.

### Leggende
Una leggenda ben nota nella zona ha per protagonista una ragazza di Moltrasio, la bella Ghita. Si narra che Ghita era andata a trovare dei parenti nel vicino paese di Cernobbio. Quando aveva preso la via del ritorno era ormai tardi e per sua sfortuna incontrò un losco personaggio che aveva mire malvagie nei suoi confronti. La ragazza, pregando la Madonna, si gettò dal dirupo che scendeva verso il lago, nel quale cadde anche il malintenzionato. A differenza di quest'ultimo, che vi precipitò, Ghita si salvò perché le sue vesti s'impigliarono in una pianta.

## Galleria d'immagini

Moltrasio, pontile a San Rocco nel 1934
Moltrasio, Villa Rossello nel 1925
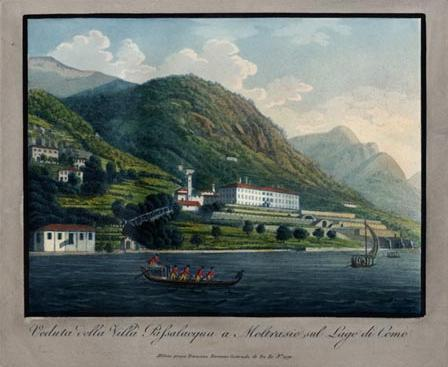
Moltrasio, Villa Lucini Passalacqua in una stampa di metà Ottocento
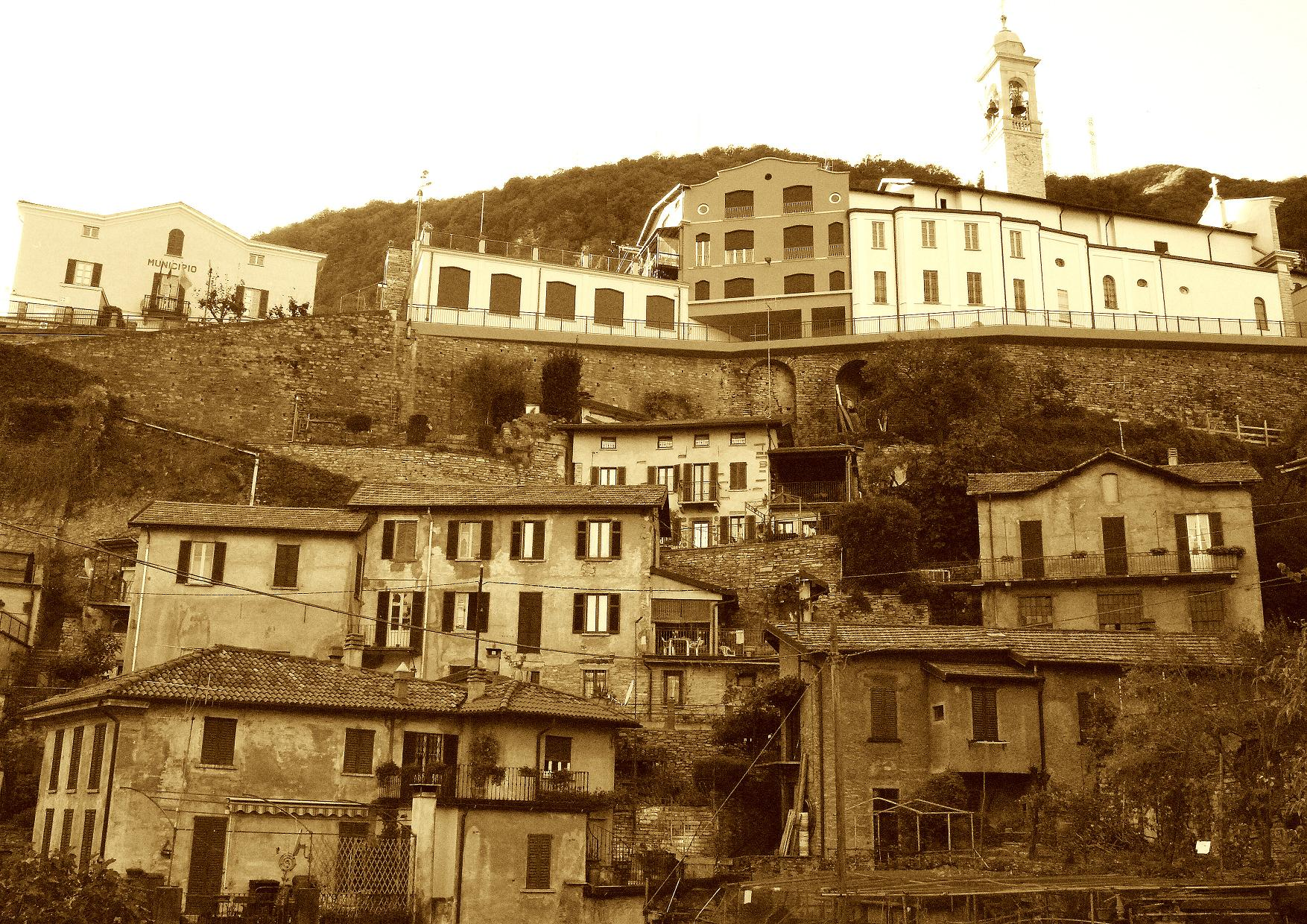
Moltrasio (panorama), Lago di Como
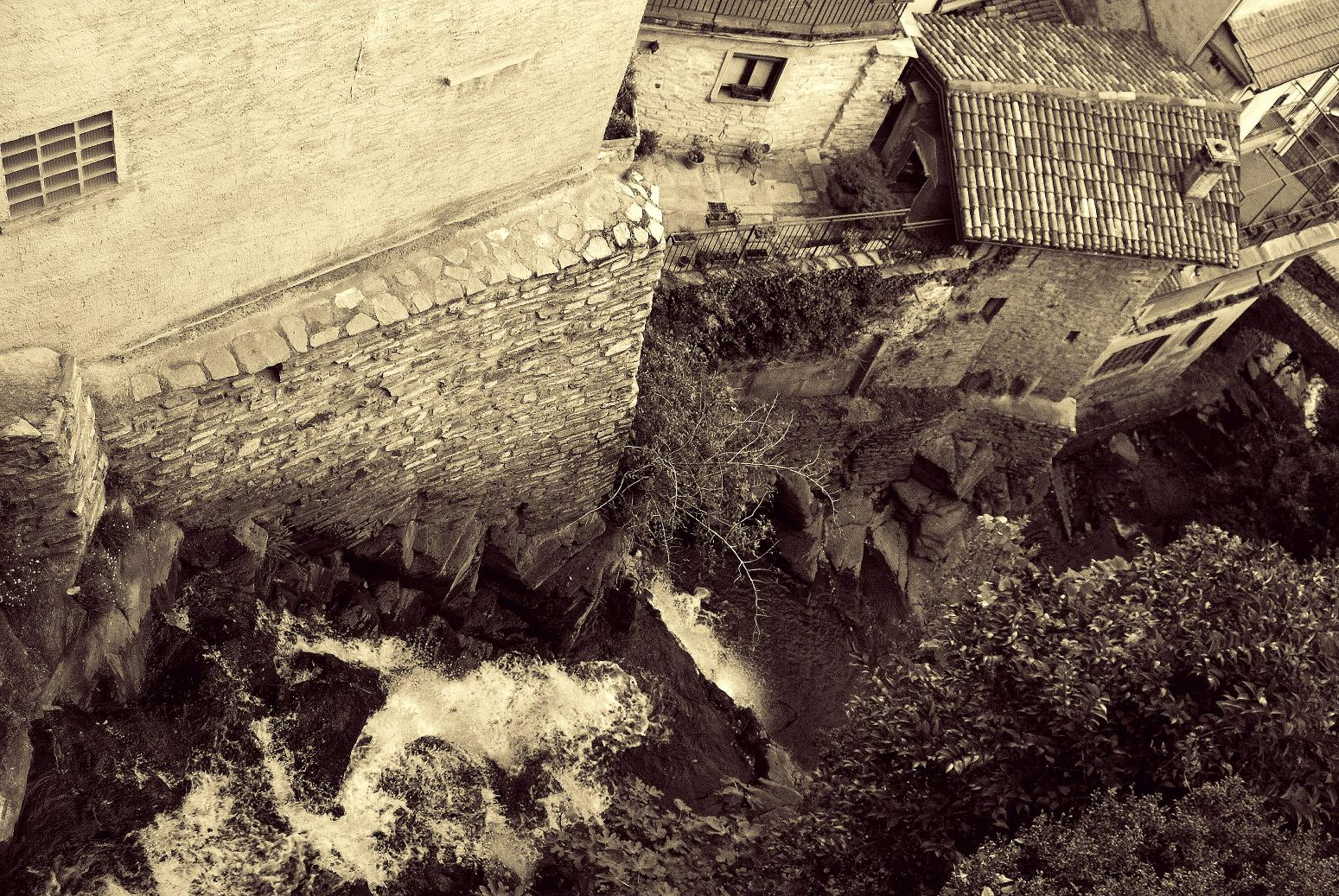
Moltrasio, Lago di Como
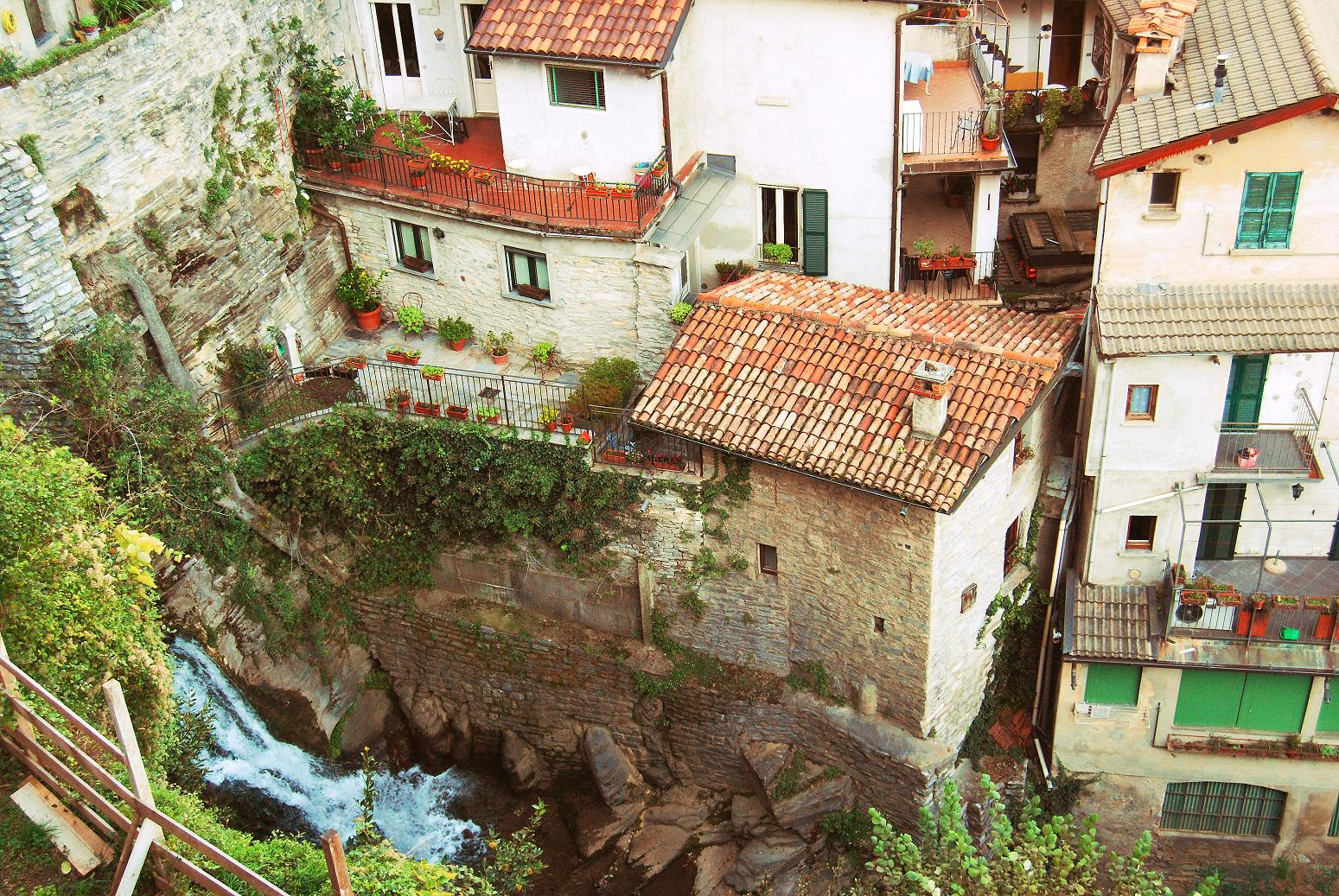
Moltrasio, Lago di Como
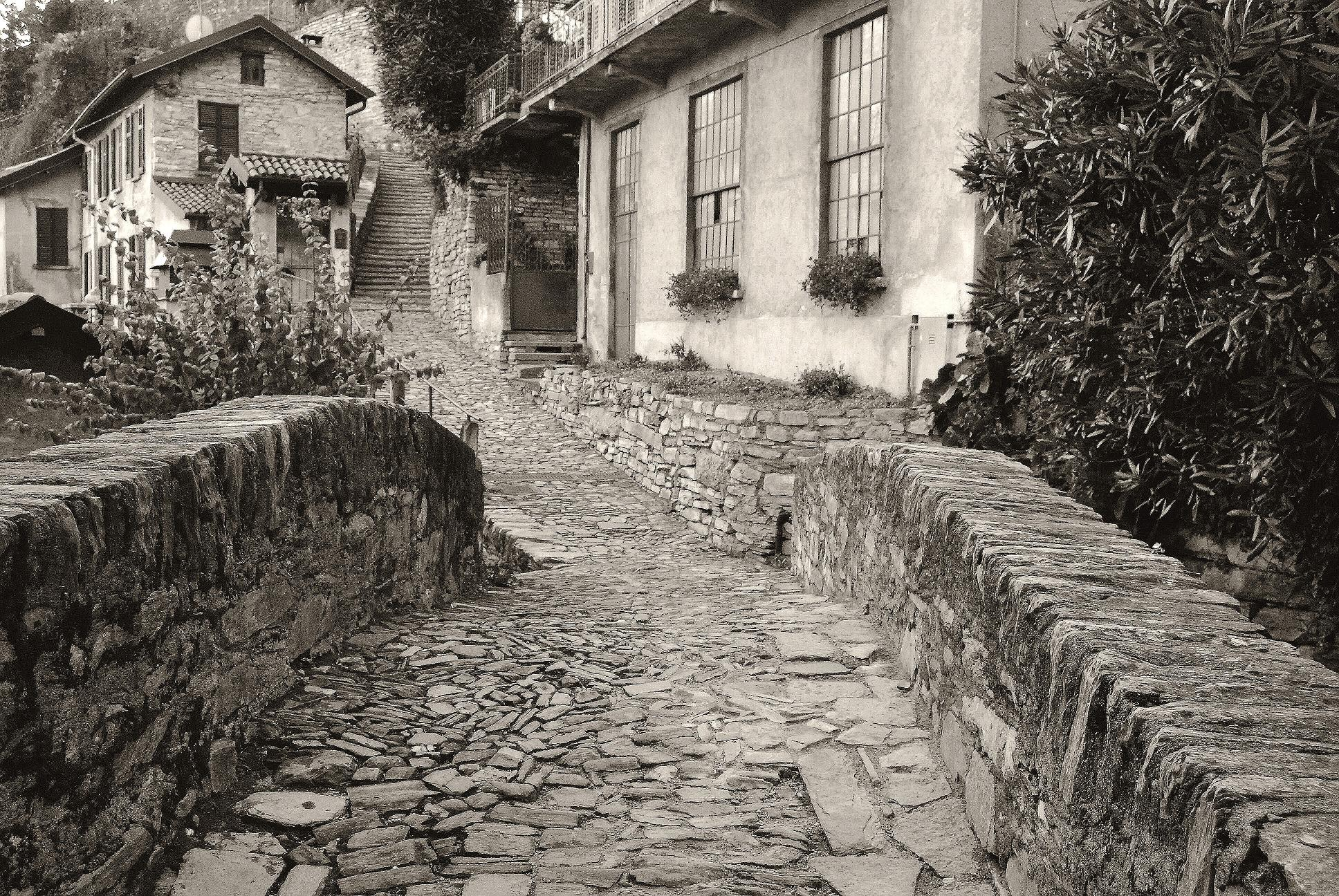
Moltrasio, Lago di Como
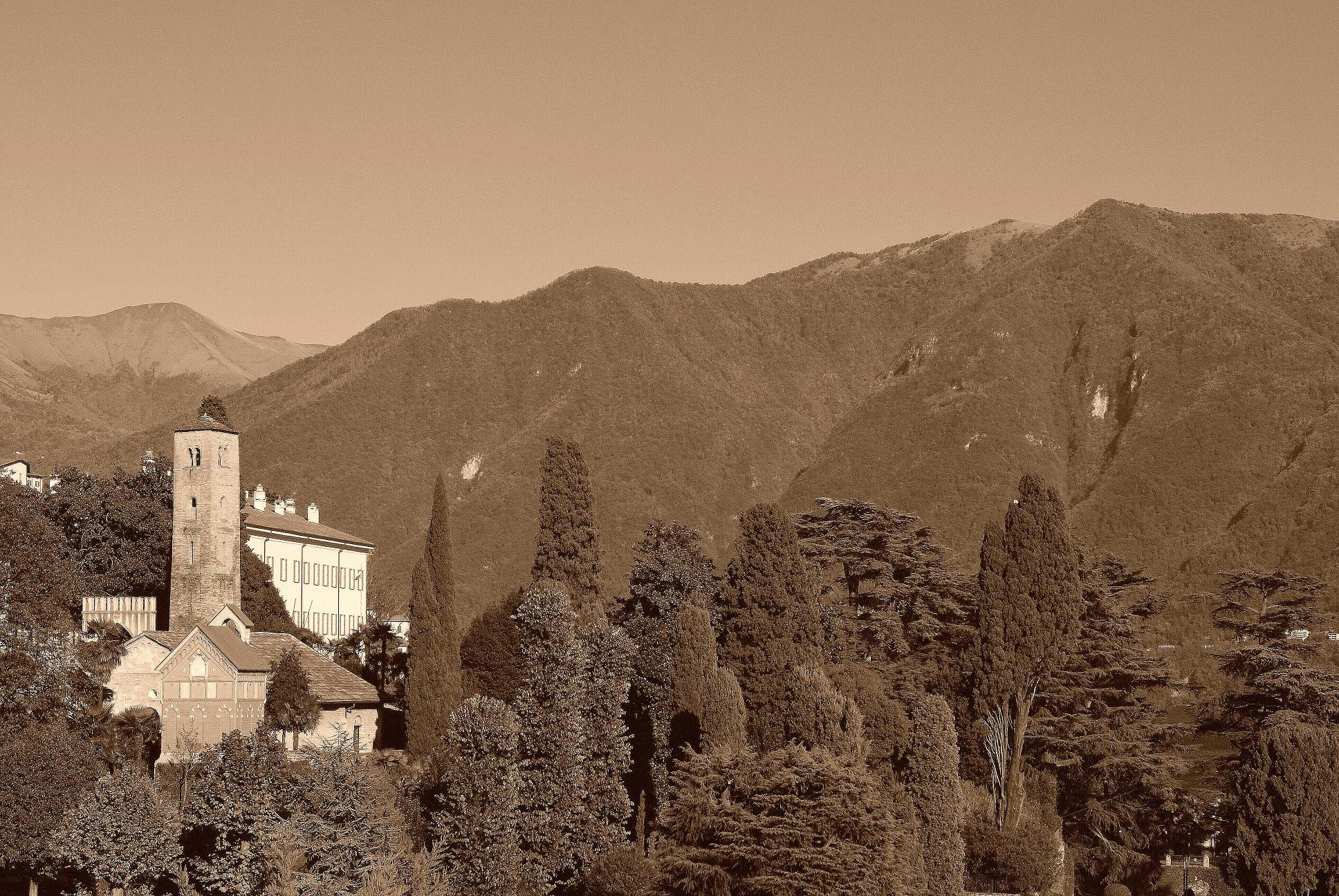
Moltrasio, panorama con la chiesa di Sant'Agata e, alle spalle, villa Lucini Passalacqua
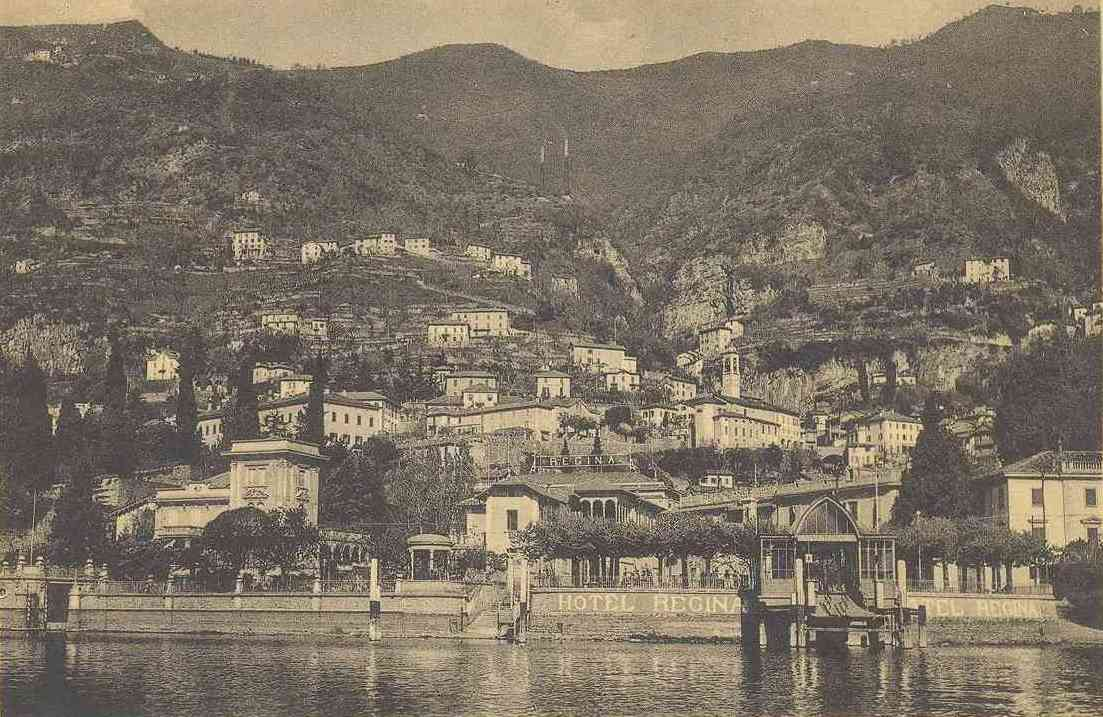
Moltrasio, panorama nel 1940